# Soisberg
Der Soisberg ist mit 629,9 m ü. NHN der höchste Berg des Hessischen Kegelspiels, eines hessischen Bereichs der zu dem in Bayern, Hessen und Thüringen gelegenen Mittelgebirge Rhön gehörenden Kuppenrhön. Der erloschene Vulkan liegt bei Soislieden in den hessischen Landkreisen Hersfeld-Rotenburg und Fulda.

## Geographie

### Lage
Der Soisberg erhebt sich an der Nahtlinie der Landkreise Hersfeld-Rotenburg und Fulda innerhalb der Kuppenrhön als Teil der Berglandschaft Hessisches Kegelspiel. Er befindet sich im Biosphärenreservat Rhön zwischen den Gemeinden Schenklengsfeld im Nordwesten und Hohenroda im Nordnordosten (beide Landkreis Hersfeld-Rotenburg) sowie Eiterfeld (Landkreis Fulda) im Südwesten.

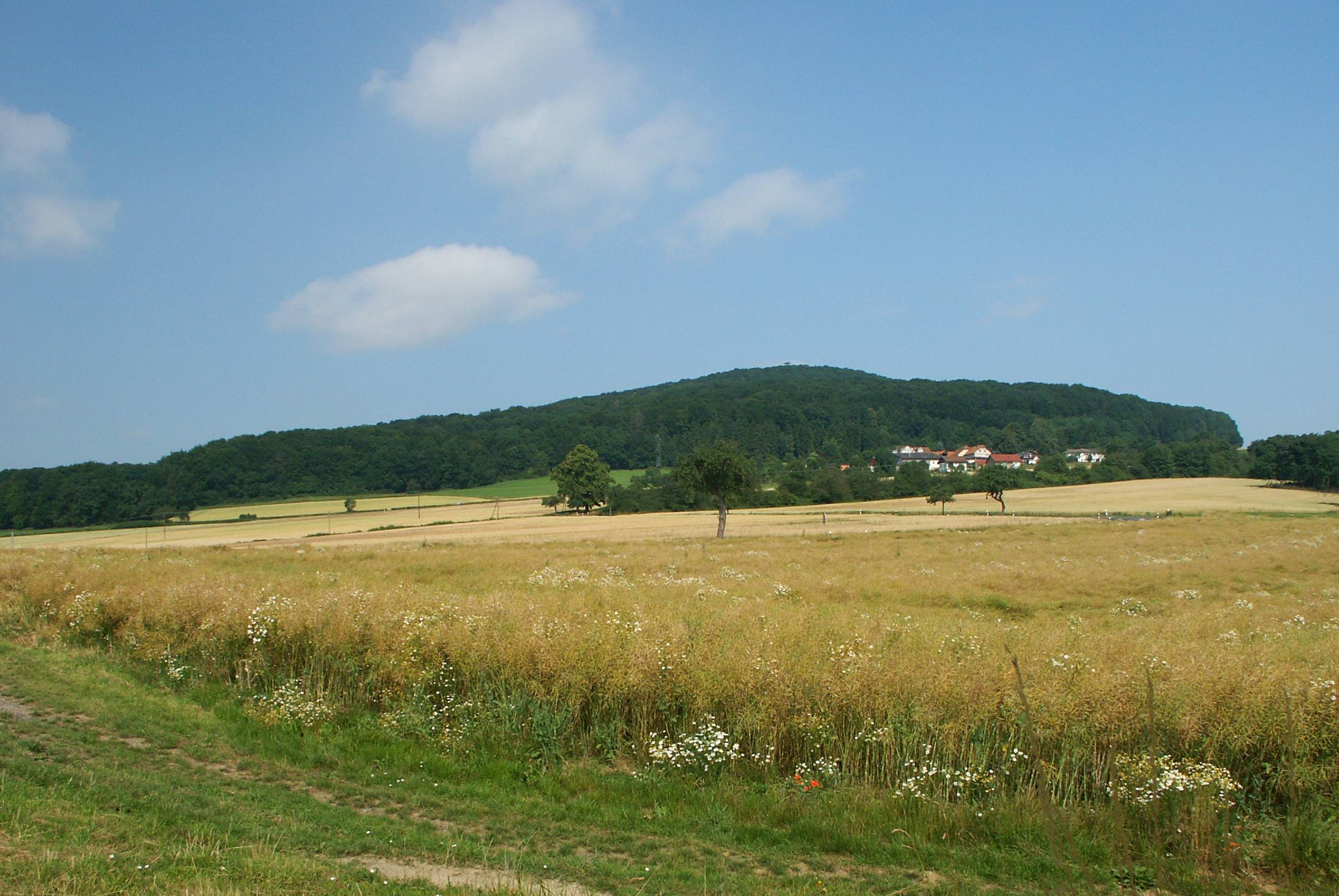
Soisberg mit dem Dorf Soislieden von Südosten

Sein Gipfel liegt etwa 800 m nordwestlich des Dorfs Soislieden (Hohenroda). Ortschaften nahe dem Berg sind außerdem Wehrshausen (Schenklengsfeld) im Norden, Mansbach (Hohenroda) im Ostsüdosten, Soisdorf im Südsüdosten, Unterufhausen im Südsüdwesten, Oberufhausen im Südwesten, Oberweisenborn (alle zu Eiterfeld) im Westen und Unterweisenborn (Schenklengsfeld) im Westnordwesten.
Nordöstlich des Soisbergs entspringt an der „Grasgrube“ der Breitzbach und südwestlich bei Oberweisenborn die Sauer. Zu den Nachbarbergen gehören: Schwärzelsberg (464,6 m) und Langeberg im Nordnordosten, Grasberg (478 m) im Ostnordosten, Steiger (446 m) im Südwesten und Eichberg (412,4 m) im Nordwesten.

### Naturräumliche Zuordnung
Der Soisberg gehört in der naturräumlichen Haupteinheitengruppe Osthessisches Bergland (Nr. 35), in der Haupteinheit Vorder- und Kuppenrhön (353) und in der Untereinheit Kuppenrhön (353.2) zum Naturraum Soisberger Kuppenrhön (353.22).

## Geologie und Landschaftsbild
Der Soisberg ist ein Basaltkegel. Das Gestein, in Feldansprache ein Basalt, entspricht in neuer Nomenklatur einem basischen, kieselsäurearmen Olivin-Nephelinit. Im Schutz der Basaltdecke blieben bei der tiefgreifenden Erosion im Umfeld der Bergkuppe Gesteine des Unteren Keupers („Lettenkohlenkeuper“) und des darunterliegenden Oberen Muschelkalks erhalten. Der Berg ist bewaldet und von landwirtschaftlich genutzten Flächen umsäumt.

## Schutzgebiete
Auf dem Soisberg liegen das Landschaftsschutzgebiet Soisberg (CDDA-Nr. 378690; 1973 ausgewiesen; 3,7213 km² groß) und Teile des Fauna-Flora-Habitat-Gebiets Vorderrhön (FFH-Nr. 5325-305; 36,904 km²). Auf dem unteren Bereich seines zum Breizbach abfallenden Nordosthangs sowie auf dem Schwärzels-, Lange- und Grasberg befinden sich Teile des Naturschutzgebiets Schwärzelsberg-Langeberg-Grasburg (CDDA-Nr. 165500; 1996; 2,4512 km²).

## Soisbergturm

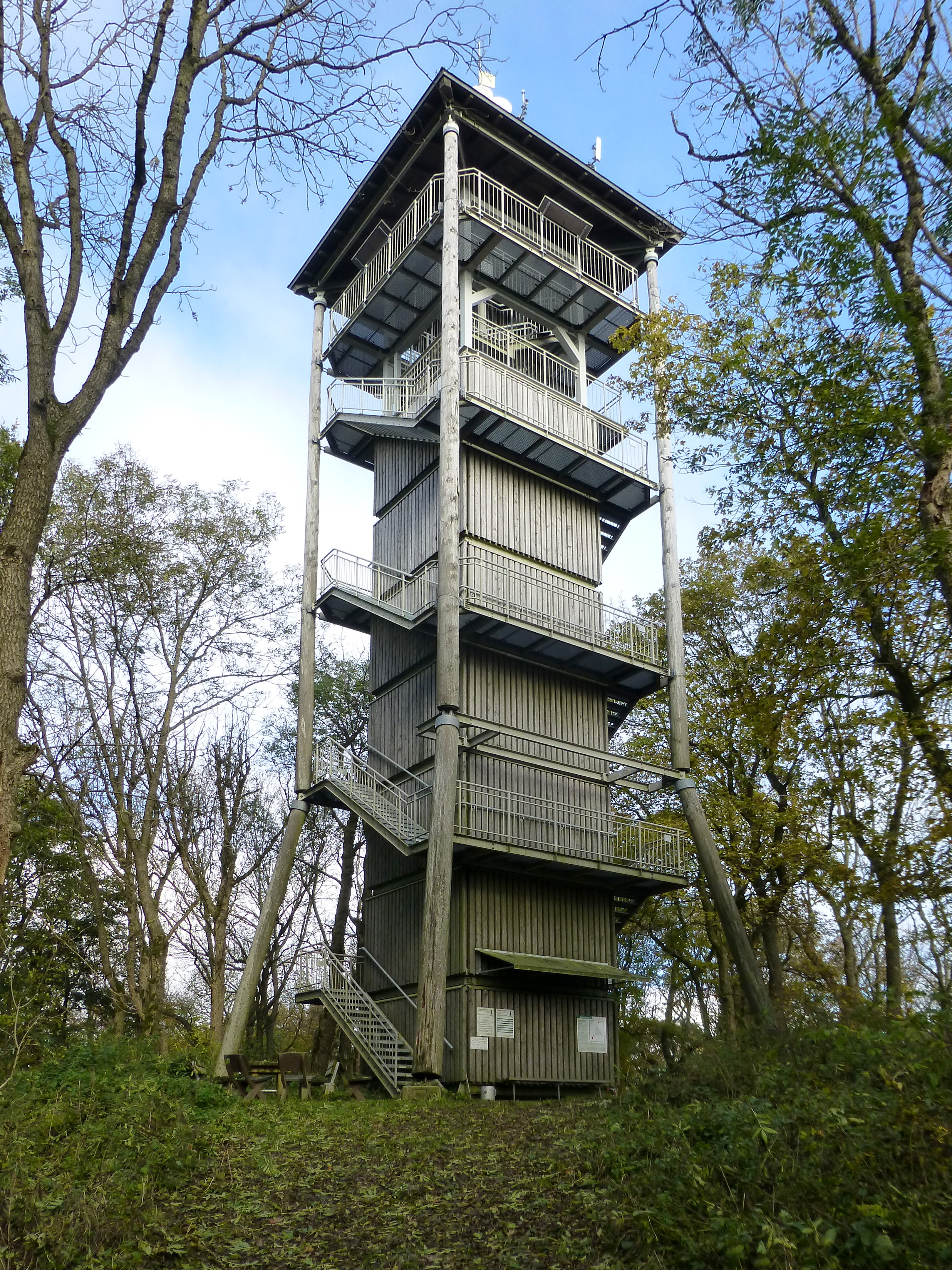
Soisbergturm

Auf dem Gipfel des Soisbergs steht seit 2003 der knapp 25 m hohe Soisbergturm, ein in Stahlbauweise mit Holzverkleidung errichteter Aussichtsturm mit 111 Stufen. Eingeweiht wurde er am 1. Mai 2004. Der Turm bietet eine weite Rundumsicht auf den Hohen Meißner im Norden, den Thüringer Wald im Osten, die Hohe Rhön im Süden, den Vogelsberg im Südwesten, den Knüll im Westen und den Habichtswald im Nordwesten. Bei klarer Sicht ist der Blick zum Brocken in 123 km Entfernung möglich und mit scharfem Auge eventuell das 68 km entfernte Oktogon des Herkules in Kassel auszumachen. Um den Turm kümmert sich der Soisbergturm e. V. und stellt ein Gipfelbuch zur Verfügung, in das Wanderer sich eintragen können.

## Verkehr und Wandern
Südlich vorbei am Soisberg verläuft zwischen Oberufhausen und Mansbach die Landesstraße 3380. Etwa auf halber Strecke zwischen beiden Dörfern zweigt davon die Kreisstraße 14 ab, die östlich vorbei an Soislieden, wohin Stichstraßen führen, in Richtung Nordnordwesten durch Wehrshausen bis zur L 3172 nahe Schenklengsfeld verläuft. Sie geht in die südwestwärts nach Unterweisenborn führende L 3171 über. Von dieser zweigt in Unterweisenborn die südostwärts nach Ufhausen verlaufende Straßenachse K 6 und K 158 ab, welche nach Passieren der Ortschaft die L 3380 kreuzt. Somit kann man den Berg umfahren.
Am und über den Soisberg verlaufen viele Feld-, Wald und Wanderwege. Über den Nord-, Ost- und Südhang des Berges verläuft im Abschnitt Landecker Berg–Schenklengsfeld–Soisberg–Stallberg–Hünfeld der Europäische Fernwanderweg E6.